# Rasa de la Guineu
La rasa de la Guineu és un afluent per l'esquerra del torrent de la Vila (que, ensems, ho és de la Ribera Salada).
Neix a 735 m d'altitud, al vessant oriental de la serra d'Ocata. Els primers 350 m els recorre avançant cap al sud i la resta del seu recorregut el fa seguint la direcció NE-SW de manera preponderant. Desguassa al Torrent de la Vila a 553 m d'altitud, després d'haver fet pràcticament tot el seu recorregut per dins de boscos de pins.